# Fuenmayor

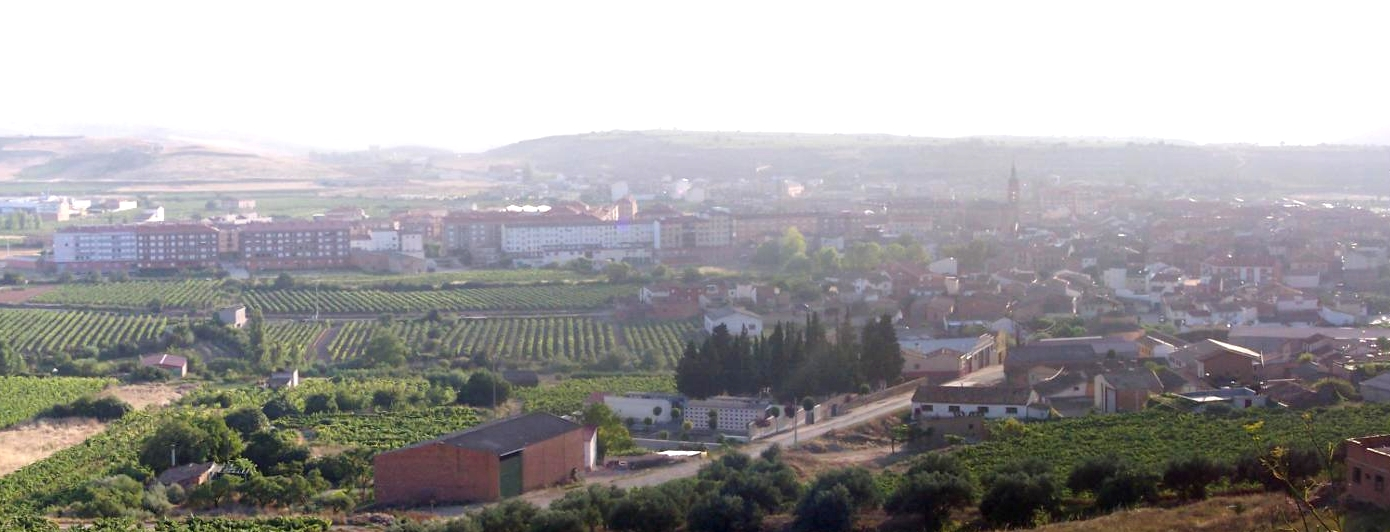
Fuenmayor

Fuenmayor este un municipiu în sudul La Rioja, în Spania. Are o populație de 3 071 locuitori și suprafață de 34,29 km².